# ناحیه کریولنی
ناحیه کریولنی (به لاتین: Criuleni District) یک منطقهٔ مسکونی در مولداوی است که در مولداوی واقع شده‌است. ناحیه کریولنی ۶۸۸ کیلومتر مربع مساحت و ۷۰٬۶۴۸ نفر جمعیت دارد و ۲۶۵ متر بالاتر از سطح دریا واقع شده‌است.